# Стара Салья
Стара Са́лья (рос. Старая Салья, удм. Салья) — присілок у складі Кіясовського району Удмуртії, Росія.
Населення — 529 осіб (2010; 631 у 2002).
Національний склад:
- удмурти — 96 %